# ابراهام دو مواور
ابراهام دو مواور (فرانسوی: Abraham de Moivre‎؛ زاده ۲۶ مهٔ ۱۶۶۷ درگذشته ۲۷ نوامبر ۱۷۵۴) یک ریاضی‌دان در زمینۀ نظریه احتمالات اهل فرانسه بود.